# Hibernatus
Hibernatus és una pel·lícula franco-italiana dirigida per Édouard Molinaro i estrenada el 1969. Ha estat doblada al català.

## Argument
1970. Un home congelat en els gels del pol Nord és trobat miraculosament viu al cap de 65 anys per una expedició polar franco-danesa. Després d'una investigació, es demostra que es tracta d'un jove de 25 anys anomenat Paul Fournier, que havia marxat d'exploració el 1905 i està perfectament conservat. Aleshores és progressivament revifat pel professor Loriebat, especialista mundial de la hivernació artificial.
Durant aquest temps, anant a una convocatòria del Ministeri de l'Interior, on creu rebre finalment la legió d'honor tant esperada, l'industrial Hubert de Tartas descobreix amb estupor que «l'Hibernat» no és altre que l'avi de la seva dona Edmée. Aquesta s'oposa llavors formalment al que el seu jove avi faci de conillet d'índies al servei de la ciència i exigeix que li sigui tornat, per tal que comparteixi la vida de la seva família. Els científics intenten dissuadir-lo, pretextant que el brusc salt al món modern d'un home que ignora tot de la realitat, ja que està en aïllament en una cambra d'hospital des de la seva reanimació, podria ser-li fatal. Hubert se situa en aquests arguments, veient-hi el seu propi interès. Ha d'apartar a qualsevol premi Paul Fournier de la seva família i per causa: pel que fa a la llei aquest ha d'entrar en els seus drets després d'aquests nombrosos anys d'«absència». Ara bé, de Tartas deu justament una gran part de la seva fortuna a la família de la seva esposa.
Per tal de reconquerir la confiança d'Edmée que té malgrat tot tots els cordons de la borsa i que li ho fa saber, Hubert es decideix finalment a recuperar l'avi. Davant el rebuig de Loriebat, de Tartas i la seva esposa el treuen amb la complicitat del professor Bibolini, el psiquiatre responsable de la salut mental del pacient, que tem que el seu col·lega utilitzi Paul Fournier en fins científiques personals. Durant el segrest, Paul Fournier és drogat. Els raptors es refugien llavors en una abadia medieval, que és aviat voltada per les forces de l'ordre. En aquest moment, l'avi recobra el coneixement i creu veure en Edmée la seva pròpia mare, Clementina. Loriebat i les autoritats accepten finalment que de Tartas i la seva esposa acullin Fournier a la seva residència de El Vésinet, a la condició que es posi en l'estat del 1905, el que no encanta gaire Hubert (la casa acaba de ser recentment refeta i equipada amb grans despeses amb tota la comoditat moderna). Encarregant-se l'Estat dels treballs completament, acaba acceptant. Però, és igualment obligat com tots els habitants del Vésinet, de viure a la moda d'aquest començament del segle, per tal de preservar a qualsevol preu la salut del pacient.
Creient-se encara a la Belle Époque, Paul Fournier reprèn de seguida les seves activitats. Es creu al capdavant d'una fàbrica de làmpades de petroli. Per ell, Edmée té els trets de la seva mare Clémentine que adora. Es pensa aleshores que Hubert, fins i tot maquillat interpretarà fàcilment el paper del pare. Primer obstacle, hom s'assabenta que el pare de Paul era un espòs voluble i que el seu fill no es portava bé amb ell. Paul posa doncs Hubert (àlies Fournier pare) a la porta de casa seva. Es resol la situació presentant aquesta vegada de Tartas sota els trets d'un nou pretendent de Clementina Fournier que es troba així en la situació d'afalagar la seva pròpia dona! Han de fer malgrat tot les seves proves a Paul, d'aleshores endavant desconfiat, que no desitja més que la felicitat de la seva mare.
Segon obstacle: Paul també s'ha enamorat d'Évelyne Crépin-Jaujard, la noia d'un industrial gras i... futura promesa de Didier, el fill de Tartas. Paul no veu on és el problema, ja que per a ell, Didier no és més que un intrús, que li ha estat presentat com un estudiant que està de pensió en aquesta casa, i doncs sense relació amb la família. Busca fer-lo fora  manu militari , amb emprenyament de Hubert que veia ja en les esposalles del seu fill, un excel·lent mitjà de lligar la seva empresa a una gran firma i de ser així menys depenent financerament dels «capricis» de la seva esposa.
Per a Hubert, la copa és plena i la broma ha durat bastant. Durant una de les escenes finals, estant en un estat gran excitació, assabenta Paul Fournier de tota la veritat. Després, marxa de la casa totalment histèric, perseguit en va pel conjunt de la família. Continuant sol, Paul descobreix un aparell de televisió que posa en marxa. Així, es posa realment davant la realitat del món modern.
Més tard, Paul Fournier, recuperat de les seves emocions, es casa amb Évelyne. Tanmateix, durant la cerimònia, la família rep un telegrama de Hubert del qual no es tenien notícies des de feia diversos dies. Aquest dona «cita en un mig segle» als seus parents. Anant a l'hospital en el qual Paul ha estat cuidat abans, descobreixen llavors, amb estupor, el cos d'Hubert presoner d'un bloc de gel.

## Repartiment
- Louis de Funès: Hubert Barrère de Tartas
- Claude Gensac: Edmée de Tartas
- Bernard Alane: Paul Fournier (« l'Hibernat »)
- Olivier de Funès: Didier de Tartas
- Michael Lonsdale: el Professor Édouard Loriebat
- Pascal Mazzotti: el Professor Bibolini
- Martine Kelly: Sophie
- Paul Préboist: Charles
- Yves Vincent: Édouard Crépin-Jaujard
- Annick Alane: Sra. Crépin-Jaujard
- Éliette Demay: Évelyne Crépin-Jaujard
- Jacques Legras: l'advocat
- Claude Piéplu: el Secretària general del ministeri de l'Interior
- Harry-Max: el vell
- Robert Lombard: M. Thomas
- Max Montavon: Rabier
- Évelyne Dassas: l'ajudant del Professor Bibolini
- Robert el Béal: El Doctor de la casa de repós
- Gérard Palaprat: el groom
- Paul Bisciglia: el Capellà modern
- Raymond Malfray: el motard

## Llocs de rodatge
- França
  - Le Vésinet
  - Yvelines
  - Île-de-France
  - Aeroport de Bourget
  - Seine-Saint-Denis
  - Abadia de Royaumont